# Phyllophaga aguadita
Phyllophaga aguadita är en skalbaggsart som beskrevs av Saylor 1942. Phyllophaga aguadita ingår i släktet Phyllophaga och familjen Melolonthidae. Inga underarter finns listade i Catalogue of Life.